# Polynema ara
Polynema ara är en stekelart som beskrevs av Girault 1920. Polynema ara ingår i släktet Polynema och familjen dvärgsteklar. Inga underarter finns listade i Catalogue of Life.